# Third Avenue-138th Street
Third Avenue–138th Street è una stazione della metropolitana di New York, situata sulla linea IRT Pelham. Nel 2015 è stata utilizzata da 2 531 974 passeggeri.
È servita dalla linea 6 Lexington Avenue/Pelham Local, sempre attiva, e dalla linea 6 Lexington Avenue Local/Pelham Express, attiva solo nelle ore di punta.